# Actenoptera hilarella
Actenoptera hilarella är en tvåvingeart som först beskrevs av Zetterstedt 1847.  Actenoptera hilarella ingår i släktet Actenoptera och familjen ostflugor. Inga underarter finns listade i Catalogue of Life.